# Kvinden overfor
Kvinden overfor er en fransk film fra 1981, instrueret af Francois Truffaut og med blandt andre Gérard Depardieu i en ledende rolle.

## Handling
Bernard Coudray (Gérard Depardieu) bor sammen med sin kone Arlette (Michèle Baumgartner) i en meget lille landsby (8 huse) lidt udenfor Grenoble, da der i huset overfor flytter et ægtepar bestående af Philippe (Henri Garcin) og Mathilde (Fanny Ardant) ind. Det viser sig, at Bernard for 9 år siden, har haft et forhold til Mathilde, et forhold hverken han eller hun har afsløret for deres respektive ægtefæller. I begyndelsen modsætter Bernard sig, at forholdet skal genoptages, på trods af Mathildes opfordringer, men snart har de genoptaget forholdet og mødes på diverse hoteller.

## Medvirkende
- Gérard Depardieu – Bernard Coudray
- Fanny Ardant – Mathilde Bauchard
- Henri Garcin – Philippe Bauchard
- Michèle Baumgartner – Arlette Coudray
- Roger Van Hool – Roland Duguet
- Véronique Silver – Odile Jouve
- Philippe Morier-Genoud – Doktoren